# Опівдні проти Путіна
«Опівдні проти Путіна» — мирна протестна акція, яка полягає в тому, що громадяни Росії, які не підтримують політику Володимира Путіна, масово прийдуть до виборчих дільниць в останній день президентських виборів 17 березня 2024 року о 12 годині дня. Суть акції «показати єдність місця та часу протесту». Що ті, хто прийде, зроблять потім, вже другорядно — наприклад, проголосують проти Путіна або зіпсують бюлетені (поставивши більш ніж одну галочку). Заклик до цієї акції став останнім політичним висловом опозиційного політика Олексія Навального до смерті ув'язнення. «Нова газета» назвала даний заклик «політичним заповітом Навального».

## Ініціація
Автором акції «Опівдні проти Путіна» називають Максима Резніка, однак, за його словами, ідею спочатку висунула громадська організація «Європейський Петербург» через півтора тижні після свого створення. З репортажу Максима Резніка журналісту Арсенію Весніну 19 жовтня 2023 року в програмі «Особлива думка» виявилося, що назва була навіяна фільмом «Тіні зникають опівдні».
У січні 2024 року Олексій Навальний закликав росіян взяти участь в акції. 14 січня 2024 року учасники ток-шоу «Що робити?» на телеканалі «Дождь» схвалили цю єдину стратегію на виборах. На думку економіста Сергія Гурієва, на виборах 17 березня не буде кандидатур, які кращі чи гірші, а буде всього один дуже поганий кандидат. Політик та блогер Максим Кац зазначив, що вперше за тривалий час у всієї опозиції з'явилася єдина мета — агітувати за голосування проти Путіна. Такої ж думки дотримується директор ФБК Іван Жданов, який 8 лютого зазначив, що Путін хоче роз'єднувати людей, а вказана акція ставить за мету об'єднувати людей проти Путіна.
Спочатку Фонд боротьби з корупцією вважав ідею слабкою, проте згодом його лідери зробили висновок, що якщо хоча б півмільйона людей у Москві одночасно прийдуть на дільниці в рамках акції «Півдні проти Путіна» (кількість виборчих дільниць у Москві — 2058), то це буде по 250 однодумців на кожну з ділянок, що є, на їх думку, чималою кількістю людей.
Акцію також підтримали Михайло Ходорковський, Дмитро Гудков, Юлія Галямина, Михайло Лобанов, Арсеній Веснін, Сергій Гурієв, Анастасія Шевченка, Володимир Мілов, Леонід Гозман, Аббас Галлямов, Володимир Пастухов, Станіслав Бєлковський та ін..Зі слів автора акції:

Ця акція — про єдність місця і часу нашого протесту проти Путіна. Тобто об'єктивних параметрів, за якими можна не сперечатися і які влада не може змінити… Це не вибори — це «спеціальна виборна операція». Навіщо вона потрібна Путіну? Щоб довести єдність фюрера і нації: є Путін — є Росія. Йому важливо підтвердити ще раз цю тезу, в яку і так багато хто вірить. Наше завдання — показати, що все рівно навпаки… Тому нам важливо показати собі і світу, що нас багато. Тож цей полудень має бути скрізь: у Калінінграді, Владивостоці, Петербурзі, в долині Нілу і на вершині Евересту. Це буде російський полудень, де росіяни мають продемонструвати своє ставлення до Путіна. І зробити це на ділянці — безпечно і законно.
Олексій Навальний охарактеризував акцію безпечним та легальним способом висловити свій протест. Також він заявив про безпеку для учасників, оскільки в цей час і так явка висока і багато тих, хто голосує, «і вичленувати тих, хто голосує „проти“, просто неможливо».
Політолог Аббас Галлямов 1 лютого 2024 року зазначив, що це перформанс, але, на його думку, за достатньої кількості учасників «і російські силовики, і бюрократи, і Захід, і Україна побачать, що Путін не такий легітимний, як усім здавалося». Таку думку висловив і Дмитро Колезєв.
Згідно з дослідженням «Радіо Свобода», проведеного 5 лютого 2024 року, ініціативу активно обговорювали в соціальних мережах. Леонід Волков зазначив, що особливо важливо підтримати ініціативу у великих містах. Сергій Бойко нагадав, що під час збору підписів ідея зі свідченням масовості протесту вже спрацювала раніше. Дмитро Гудков вважав, що до виборів 2024 слід ставитися як до «спеціальної виборної операції Путіна», і, хоча Путіну «намалюють» понад 80 % підтримки, народу необхідно показати брехню путінського результату.
28 лютого було опубліковано маніфест громадянського руху «Мир. Прогрес. Права людини», підготовлений правозахисником Левом Пономаревим та його колегами. У маніфесті зокрема міститься заклик зробити акцію «Опівдні проти Путіна» справді масовою: «Тільки масовість дає шанс вплинути на ситуацію. Тож давайте доб'ємося, щоб у черзі на виборчі дільниці стала вся Росія, а весь світ це побачив». Автори тексту закликали опозицію до подолання розбіжностей та посилення спільної дії: «Завдання опозиції в ці тижні — бути з росіянами, пропонувати їм відносно безпечні варіанти дії, максимально посилювати їхній голос, агітувати тих, хто сумнівається». 1 березня 2024 року біля входу на Борисівський цвинтар, де відбувалося поховання Навального, люди скандували: «Опівдні проти Путіна!».
3 березня журналіст Кирило Мартинов в інтерв'ю «Idel.Реалії» зазначив, що вважає акцію хорошою і вважає, що в ній треба брати участь. Йому вторив керівник антикорупційного руху «Дозор» Євген Кочегін, який вважає, що головне виконати останню волю Навального.
Політолог Дмитро Орєшкін порекомендував опозиційно налаштованим громадянам прийти на акцію «Полудень проти Путіна» і проголосувати за «громадянина Недійсного», тобто зіпсувати паперовий бюлетень, відзначивши двох або більше кандидатів.
8 березня Михайло Ходорковський написав: «Багатотисячні черги з незгодних у всіх виборчих дільниць у „Опівдні проти Путіна“ — ось що найпромовистіше покаже, як нас багато». Ксенія Ларіна зазначила, що вона не шанувальник акції, але «це останній заклик Олексія Навального».
Є й опозиціонери, які не потримали акцію: Олександр Невзоров, Олексій Мананніков, Олександр Подрабінек та Аліна Вітухновська.
Екс-голова адміністрації МО Ломоносовський у Москві Ольга Сидельникова 11 березня поділилася зі ЗМІ презентацією «Стратегія виборчої кампанії в Удмуртській республіці», де розписано технології, які, на думку розробників, дозволять Володимиру Путіну отримати на президентських виборах 85 % голосів у регіоні. Вона також зазначила, що акція «Півдні проти Путіна» є гарною стратегією.

## Протидія влади
2 лютого 2024 року російська влада пригрозила Юлії Галяміній кримінальною справою за організацію акції.
2 березня Роскомнагляд заблокував сайт акції vpolden.org для жителів РФ.
Колишній депутат Законодавчих зборів Санкт-Петербурга Сергій Гуляєв поділився інформацією про те, що Роскомнагляд надіслав повідомлення з вимогою видалити з YouTube його відео з висловлюванням про акцію.
3 березня влада кількох російських міст повідомила, що вирішила провести масляничні гуляння в той же час, що і акція «Опівдні проти Путіна». Журнал DOXA нагадує, що подібна практика спроб організації російською владою заходів для відволікання людей від протестної активності мала місце і раніше, наприклад, у 2019.5 березня стало відомо, що в Петербурзі на деяких підприємствах влада почала вимагати голосувати 15 числа. Як поділився один із працівників підприємства ГУП «Паливно-енергетичний комплекс Санкт-Петербурга»:
Приїхав генеральний директор ГУП ТЕК пан Болтенков, зібрав директорів філій і наближених, мені все це переказав директор нашої філії. Рознарядка така: від ГУП ТЕК мають проголосувати 70 %. Хто не піде голосувати — перед вами відкриті всі двері. Після Болтенкова на тій нараді встав директор [філії енергетичних джерел] Сергій Февральов (ФСБ, як його називають співробітники, Февральов Сергій Борисович. — СР) і сказав, мовляв, а я топлю за Путіна, дізнаюся, хто не голосував, — звільню особисто. Наскільки це дослівно, не скажу, знову ж таки, мене особисто там не було. Він реально може так зробити, він звільняв і змушував звільнятися людей, які не вступали в профспілки, тому на слово йому віриться. Прийти потрібно саме 15 березня, уточнили начальники ГУП ТЕКу. Чому — людям не пояснюють, але обіцяють заради виборів відпускати з роботи.

14 березня Прокуратура Москви офіційно назвала акцію «Півдні проти Путіна» кримінальним злочином (стаття 141 КК РФ: «перешкода здійсненню громадянами своїх виборчих прав»). Попередження опубліковано в офіційному Телеграм-каналі. Активістка руху «Шлях додому» Марія Андрєєва отримала застереження від прокуратури про неприпустимість участі у «неузгоджених публічних заходах», які заплановані опівдні 17 березня.
17 березня 2024 року, під час проведення акції повідомлялось про затримання громадян, які на 12 годину приходили на голосування. Деяких людей затримували та згодом відпускали без пояснень. Окрім того, сам президент використав цю акцію задля збільшення явки на вибори. Після закінчення виборів він подякував опозиції за те, що вони своєю акцією тільки підігріли інтерес до виборів серед мас населення. Також державною пропагандою ця акція була використана для демонстрації активності серед виборців на виборах.